# جان کالدول (جمعیت‌شناس)
جان کالدول (انگلیسی: John Caldwell; ۸ دسامبر ۱۹۲۸ – ۱۲ مارس ۲۰۱۶)  جمعیت‌شناس اهل استرالیا بود.